# Burgkirchen
Burgkirchen är en ort och kommun  i Österrike. Den ligger i distriktet Braunau am Inn i förbundslandet Oberösterreich, 240 kilometer väster om huvudstaden Wien. 
Kommunen består av 45 orter (Ortschaften) (inom parentes invånarantal 1 januari 2024):

- Albrechtsberg (127)
- Alharting (7)
- Atzing (15)
- Au (19)
- Bachleiten (18)
- Biburg (7)
- Brand (24)
- Brunning (76)
- Burgkirchen (657)
- Edthof (10)
- Eglsee (86)
- Fartham (7)
- Forstern (82)
- Frieseneck (12)
- Fuchshofen (15)
- Fürch (81)
- Geretsdorf (178)
- Grillham (58)
- Harham (44)
- Hermading (43)
- Herrngassen (17)
- Holzgassen (4)
- Kaltenhausen (3)
- Kobledt (4)
- Kühberg (77)
- Lindhof (2)
- Maxedt (11)
- Mitterlach (17)
- Oberaching (76)
- Oberhartberg (13)
- Oberseibersdorf (38)
- Passberg (15)
- Penning (22)
- Sankt Georgen an der Mattig (280)
- Scheuhub (29)
- Solling (14)
- Spraid (29)
- Stockleiten (236)
- Tal (14)
- Unterhartberg (32)
- Unterseibersdorf (28)
- Vorbuch (44)
- Walzing (33)
- Weikerding (41)
- Wollöster (129)